# Perdita truncatella
Perdita truncatella är en biart som beskrevs av Timberlake 1968. Perdita truncatella ingår i släktet Perdita och familjen grävbin. Inga underarter finns listade i Catalogue of Life.